# Juliana Jakovlevna Jachnina
Juliana Jakovlevna Jachnina (rusky Юлиана Яковлевна Яхнина, 6. března 1928, Moskva – 4. srpna 2004, Moskva) byla ruská překladatelka, neteř Julija Osipoviče Martova.

## Život
V roce 1950 ukončila studium na Lomonosovově univerzitě a od roku 1968 byla členem Svazu spisovatelů SSSR. Překládala z francouzštiny, švédštiny, norštiny a dánštiny. Její hlavní překladatelskou prací jsou Memoáry kardinála de Retze, próza a publicistika Andrého Mauroise, Jean-Paula Sartra, Marguerity Yourcenarové, Françoise Saganové, Michela Butora, Philippa Sollerse, Michela Tourniera, Patricka Modiana, Hanse Christiana Andersena, Knuta Hamsuna, Johana Borgena, Augusta Strindberga a dalších.
Vedla překladatelský seminář, hodně pracovala s mladými překladateli.
Urna s jejím popelem je pohřbena v kolumbáriu Novoděvičího hřbitova (oddíl 108).